# Laurent Micheli
 (avril 2025).
Si vous disposez d'ouvrages ou d'articles de référence ou si vous connaissez des sites web de qualité traitant du thème abordé ici, merci de compléter l'article en donnant les références utiles à sa vérifiabilité et en les liant à la section « Notes et références ».
Laurent Micheli est un réalisateur, scénariste, acteur et metteur en scène de théâtre belge, né le 9 octobre 1982 à Bruxelles.

## Biographie
Laurent Micheli fait des études d'interprétation dramatique à l’INSAS puis travaille comme acteur pendant dix ans.
Au théâtre, il joue dans des pièces classiques ou contemporaines aussi bien en Belgique qu'en France. Voulant développer ses propres projets, il se tourne aussi la mise en scène, notamment avec le collectif belge Madame Véro (Les Trublions en 2008 et Ouasmok en 2010).
Au cinéma, il écrit et réalise un premier long métrage, Even Lovers Get the Blues, qui sort en 2017. Ce film est sélectionné dans de nombreux festivals internationaux et obtient plusieurs récompenses, ainsi que deux nominations aux Magritte du cinéma de 2018.
Lors de l'atelier scénario de La Femis à Paris en 2015, il développe son deuxième long métrage, Lola vers la mer. Le film sort en décembre 2019, avec Benoît Magimel et Mya Bollaers dans les rôles principaux. Ce film est nommé sept fois au Magritte 2020 et obtient le Magritte du meilleur espoir féminin pour Mya Bollaers ainsi que celui des Meilleurs décors pour Catherine Cosme. Lola vers la mer est aussi nommé au César 2020 comme meilleur film étranger.
En 2025, sortira son troisième long métrage, Nino dans la nuit, adapté du roman éponyme écrit par Capucine Azaviele et Simon Johannin.
Laurent Micheli est également lauréat de l’atelier Émergence en 2018 (résidence artistique consacrée à la réalisation cinématographique).

## Filmographie

### Réalisateur
- 2017 : Even Lovers Get the Blues
- 2019 : Lola vers la mer
- 2025 : Nino dans la nuit

### Scénariste
- 2017 : Even Lovers Get the Blues
- 2019 : Lola vers la mer
- 2025 : Nino dans la nuit

### Producteur
- 2017 : Even Lovers Get the Blues

### Acteur
- 2007 : Alice (court métrage) : le Roi de cœur
- 2008 : At Last (court métrage)
- 2016 : Laura (court métrage)
- 2016 : Nina  (série télévisée) : le prêtre

## Distinctions
Sauf indication contraire, les informations mentionnées dans cette section peuvent être confirmées par les bases de données cinématographiques IMDb et Allociné,  présentes dans la section « Liens externes ».

### Récompenses
- Festival international du film francophone de Namur 2016 : Prix de la critique pour Even Lovers Get The Blues
- Festival international du film francophone de Namur 2019 : Prix Cinevox pour Lola vers la mer
- Tournai Ramdam Festival 2020 : Prix du Ramdam belge de l'année pour Lola vers la mer
- 6ème Festival du Cinéma & Musique de Film de La Baule : Ibis d’Or du meilleur scénario

### Nominations
- Magritte 2018 : Magritte du premier film pour Even Lovers Get The Blues
- Magritte du cinéma 2020 : meilleur film, meilleur réalisation, meilleur scénario original ou adaptation pour Lola vers la mer
- César 2020 : meilleur film étranger pour Lola vers la mer